# 154 (số)
154 (một trăm năm mươi bốn) là một số tự nhiên ngay sau 153 và ngay trước 155.